# Gustav Januš
Gustav Alois Januš, slovenski pesnik, slikar in prevajalec na avstrijskem Koroškem, * 19. september 1939, Sele.

## Življenjepis
Gustav Januš se je rodil 19. septembra 1939 v Selah, Koroška in obiskoval gimnazijo na Plešivcu. Po maturi se je najprej odločil za študij teologije, ki ga je po komaj enem semestru opustil. Nato je končal študij na pedagoški akademiji v Celovcu in se zaposlil kot učitelj na raznih dvojezičnih ljudskih šolah. Od leta 1971 do 1998 je poučeval kot predmetni učitelj risanja, slovenščine, fizike in kemije na glavni šoli v Šentjakobu v Rožu. Gustav Januš je poročen in ima eno hčerko. Živi v Breznici pri Šentjakobu, kjer se zadnja leta posveča predvsem likovnemu ustvarjanju.

## Literarno delo
Januš kot pesnik piše modernistično in v svobodnem verzu. V pesmih satirično predstavlja koroško stvarnost in meditativno pripoveduje o splošnih eksistenčnih problemih. Januš je do leta 1981 večino svojih besedil izdal v reviji Mladje, najprej pod psevdonimom »Fran Korojan«. Od 1961 naprej je bil sodelavec revije in od 1971 do 1981 kot urednik pristojen za lirski del. Izdal je več pesniških zbirk s pesmimi, ki jih je v nemščino prevedel njegov prijatelj Peter Handke. Zaradi tega prominentnega prevoda je Januš hitro postal znan tudi izven Avstrije. Handke je označil Januša »kot edinega genija, ki ga pozna«, na kar je Januš dejal, da je to verjetno rekel, »ker znam malto mešati ...«. Kot prevajalec prevaja predvsem iz nemščine v slovenščino.

## Likovno delo
Gustav Januš je kot slikar od 1969 razstavljal v številnih skupinskih razstavah in imel nad 70 samostojnih razstav doma in po svetu. Njegov likovni jezik je podobno kot pesniški tudi izrazito metaforičen in modernističen. Slikar uporablja kodiran likovni nagovor in izbira določene likovne oblike, ki zaradi ponavljanja dobijo značaj znaka. V svojih likovnih delih pogosto abstrahira oblike iz narave. 

## Dela
- P(e)s(m)i (1978), Ljubljana.
- Pesmi, (1983), Mohorjeva.
- Gedichte: 1962-1983, (1983), Suhrkamp.
- Pesmi / Gedichte / Poesiis, (1985)
- Ko bom prekoračil besedo / Wenn ich das Wort überschreite, (1988), Residenz.
- Sredi stavka / Mitten im Satz, (1990), Residenz.
- Krog je zdaj moje okno / Der Kreis ist jetz mein Fenster, (1998), Residenz.
- Metulj / Der Schmetterling / La farfalla / The butterfly (1999), Mohorjeva.
- Moja beseda klije navzgor kot slika / Mein Wort keimt aus als Bild, (2005) Wieser.
- V barve spremenjena beseda / Wort, verwandelt in Farben, (2009), Mohorjeva.

Prevod:
- Frančišek Asiški, Sončna pesem

## Nagrade
- Nagrada dežele Salzburg za umetniško delo, 1974
- Nagrada Mohorjeve založbe, 1983
- Petrarcova nagrada, 1984
- Nagrada Prešernovega sklada, 1985
- Nagrada dežele Koroške, 1989
- Projektna štipendija za literaturo, 1997
- Tischlerjeva nagrada, 2008
- Zlatnik poezije, 2015